# Gustav-Adolf Janssen
Gustav-Adolf Janssen (* 9. April 1915 in Blankenese; † 15. November 1978 in Eckernförde) war ein deutscher U-Boot-Kommandant der Kriegsmarine und Kapitän zur See der Bundesmarine.

## Leben

### Militärische Laufbahn in der Kriegsmarine
Gustav-Adolf Janssen trat 1936 (Crew 1936), nachdem er im Arbeitsdienst gedient hatte, in die Kriegsmarine ein. Am 10. September 1936 wurde er Seekadett und war im gleichen Jahr auf der Schleswig-Holstein.
Im Oktober 1938 wechselte er zu U-Bootwaffe und nahm von Oktober 1938 bis April 1939 an einer Ausbildung zum Wachoffizier teil. Vom 13. September 1939 bis 18. Dezember 1939 war er in der Operationsabteilung des Stabes des Führer der U-Boote in Wilhelmshaven. Anschließend war er bis Ende März 1941 als Zweiter Wachoffizier auf U 65. Im Juni/Juli 1941 belegte er einen Kommandantenlehrgang und wurde als Oberleutnant zur See bis Mitte November 1941 Kommandant von U 151, einem Schulboot der 21. U-Flottille in Pillau. Anschließend übernahm er bis Ende Juni 1942 das Kommando über U 37, welches wie U 151 als Schulboot eingesetzt wurde. Als Kapitänleutnant war er vom 15. Juni 1942 bis 13. März 1944 Kommandant von U 103. Janssen führte mit U 103 die letzten vier Unternehmungen durch, wobei am 13. März 1944 das Boot außer Dienst gestellt wurde. Lediglich bei der achten von elf Unternehmungen von U 151 insgesamt konnten zwei Schiffe mit über 11.000 BRT versenkt werden, wobei 65 Seeleute starben. Für das Kommando von U 103 wurde er am 21. Januar 1944 mit dem Deutschen Kreuz in Gold ausgezeichnet. Er wechselte als Ausbildungsoffizier zur 20. U-Flottille (Pillau) und blieb dort bis Februar 1945. Bis 14. April 1945 war er Schießlehrer für Typ XXI U-Boote bei der 25. U-Flottille (Travemünde). Bis Kriegsende hatte er das Kommando über U 3037 inne. Am 3. Mai 1945 befahl Janssen in Travemünde die Selbstversenkung von U 3037.

### Nachkriegszeit

#### Die Verurteilung von Oskar Kusch
Als Kommandant von U 103 war Oskar Kusch Erster Wachoffizier an Bord. Janssen verband daraufhin eine enge Freundschaft mit Kusch. Zu Kuschs Verhandlung Ende Januar 1944 war Janssen als Entlastungszeuge benannt. Janssen bekannte sich zu Kusch, durfte aber sich nicht weiter zur Sache äußern. Der Schiffsarzt Hans Nothdurft, nach dem Krieg Professor für Physiologie an der Universität Heidelberg, verwies in seiner eidesstattlichen Erklärung 1946 darauf, dass Janssen nur zu den militärischen Eigenschaften Kuschs ausgesagt hätte, nicht aber auf die Haltung eingegangen sei. Janssen soll sogar, letztlich vergeblich, versucht haben, Karl Dönitz von einer Vollstreckung des Urteils abzubringen. Kusch schrieb ein Tag vor seiner Erschießung einen Abschiedsbrief an Janssen:

„Lieber Gustav - Das Schicksal hat doch gegen mich entschieden. Nimm meinen Dank, alle guten Wünsche für Deine Zukunft und meine letzten Grüße. Behalt mich in gutem Andenken. Daß ich schuldlos sterbe, weißt Du. Es nutzt trotz allem nichts. Ich drücke nochmals Deine Hand und bis in alter Treue
Dein Oskar“

Bei der Anklage von Kuschs Richter trat er im März 1950 als Zeuge auf und bemühte sich für die Ehrenrettung seines Freundes. In seiner Stellungnahme widerspricht er dem Vorwurf, Kusch hätte die Besatzung aufgewiegelt. Vielmehr wurde berichtet, dass an Bord der von Janssen kommandierten Boote offen über die militärische und politische Lage Deutschland gesprochen werden konnte.

#### Ausführungen zur Seenotrettung während des Krieges
Nach dem Krieg, er wohnte in Flensburg, schrieb er, wie einige andere ehemalige Marineangehörige der Kriegsmarine, 1946 an die Verteidigung des angeklagten Karl Dönitz. Janssen gibt darin an, das er alle die U-Bootflotte betreffende Befehle eingesehen habe und ihm keine Befehle bzgl. Vereitelung von Rettungsaktionen, z. B. durch das Versenken von Rettungsbooten, bekannt seien. Er gibt an, dass zur eigenen Gefahrenabwehr die eigene Sicherheit die Sicherheit der zu Rettenden überwog. Weiter führt er aus, dass ab Herbst 1942 die Gefahr für die eigenen Boote so groß war, dass doch ein Befehl erlassen wurde, dass Rettungsmaßnahmen nach Versenkungen von feindlichen Schiffen nicht mehr unternommen werden sollten. Zu der Versenkung der Henry Stanley durch U 103 führt er aus, dass er vor der Versenkung der Besatzung Zeit zur Evakuierung gegeben habe und den Kapitän des britischen Motorschiffs für vier Wochen als Gefangener mitgenommen habe. Ebenso berichtete er von einer Rettungsaktion von fünf Seeleuten im Mai 1943, welche der Crew des von U 456 versenkten Frachter Fort Concord angehörten. Zwei britische Seeleute nahm er an Bord, die anderen drei nicht europäischen Seeleute wurden mit Proviant ausgestattet und blieben auf dem Floß. Die Rettungsaktionen, so gab er an, berichtete er dem Oberbefehlshaber, wobei keine Beanstandung dieses Vorgehens erfolgte. In seinem Resümee kommt er zum Ergebnis, dass die Entscheidung für eine Rettungsaktion dem Kommandanten oblag und der Befehl, Rettungsaktionen nicht durchzuführen, für den Nachwuchs als Leitlinie zu verstehen gewesen sei. Helmut Schmoeckel berichtete darüber, dass 1964 einer der geretteten britischen Seeleuten Janssen traf und sich bei ihm für die Rettung im Mai 1943 bedankte.

#### Ausbildung
Nach dem Krieg erlernte er den Beruf des Buchdrucker und Schriftsetzers. Er setzte sich für die Freigabe Helgolands ein und war Mitglied der 1. Helgoland-Vertretung.

### Militärische Laufbahn in der Bundesmarine
1956 wurde er in die Bundesmarine übernommen und von Dezember 1956 bis September 1957 als Korvettenkapitän Kommandeur des Marinestützpunktes Flensburg-Mürwik. Vom 1. Oktober 1957 bis 31. Oktober 1958 nahm Janssen am I. Admiralstabslehrgang an der Führungsakademie der Bundeswehr teil. Von Januar 1961 bis Januar 1964 war er Kommandeur der Ubootlehrgruppe. Anschließend war er bis zu deren zeitweiliger Außerdienststellung im März 1965 Kommandant der Fregatte Köln. Er wurde für einige Zeit nach Amerika entsandt. Von April 1965 bis Januar 1970 war er als Kapitän zur See Kommandeur der Ubootflottille. Später war er für drei Jahre Verteidigungsattaché in Kopenhagen und zugleich Marineattaché in Stockholm.
1975 wurde er Beauftragter des SHHB für Bundeswehrfragen.